# Wildes Treiben am Quai d’Orsay
Wildes Treiben am Quai d’Orsay (Originaltitel: Quai d’Orsay [kɛdɔʀˈsɛ]) ist eine französische Filmkomödie aus dem Jahr 2013 unter der Regie von Bertrand Tavernier. Sie ist betitelt nach dem Sitz des französischen Außenministeriums am Seine-Ufer Quai d’Orsay im 7. Arrondissement von Paris. Bei dem Film handelt es sich um die Adaption des gleichnamigen Comics von Christophe Blain und Antonin Baudry (alias Abel Lanzac), der auf dem Festival International de la Bande Dessinée d’Angoulême als bestes Album des Jahres geehrt wurde.

## Handlung

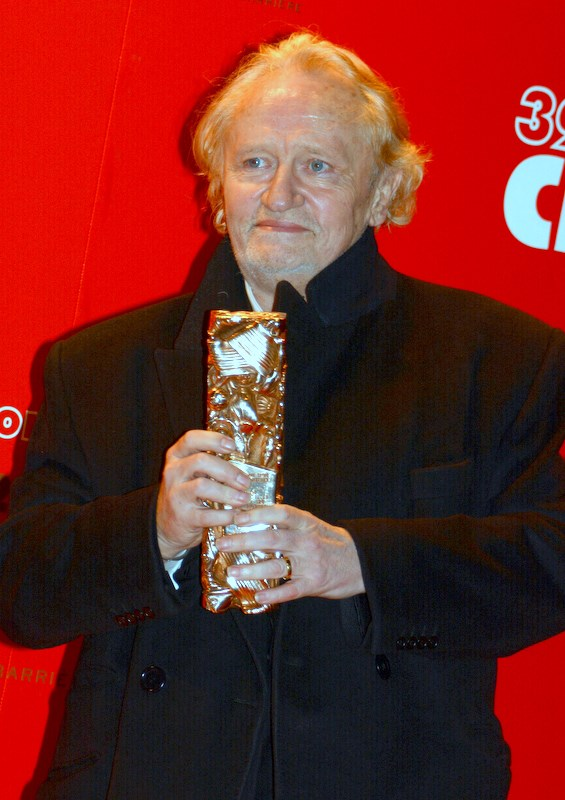
Niels Arestrup mit dem César als bester Nebendarsteller für die Rolle des Claude Maupas als Stabschef des französischen Außenministeriums

Arthur Vlaminck ist ein junger Absolvent der École Nationale d’Administration (Nationale Hochschule für Verwaltung). Im Leben hat er oft Glück, und dieses Mal, gleich nach seinem Abschluss, schaffte er es, einen Job in einer angesehenen Stelle zu bekommen und eine solche Position einzunehmen, von der viele seiner Zeitgenossen nur träumen: als Mitarbeiter (« chargé de langage ») im Stab des französischen Außenministeriums, das sich in Paris am Quai d’Orsay befindet. Zu seinen Aufgaben gehört es, für den Minister de Worms Reden zu schreiben. Der Minister zieht ständig die Aufmerksamkeit der Frauen auf sich, beeindruckt aber nicht nur durch seine gesellschaftliche und finanzielle Position, sondern auch durch seine persönlichen Qualitäten, seine Erscheinung und sein Charisma.
Weil sein Chef ein heiteres Gemüt besitzt, muss sich Arthur bei der Arbeit nicht langweilen, er hat anfangs aber eine etwas naive Vorstellung davon, was in öffentlichen Institutionen vor sich geht, was sich aber im Laufe der Zeit ändert. Arthur betrachtet das Geschehen aus erster Hand, und er erlebt alle Freuden dessen, was es heißt, sich in den höchsten Kreisen der Gesellschaft zu bewegen. Er hat erhebliche Anstrengungen zu unternehmen, um seinen Platz unter den ehrgeizigen Beratern der Außenpolitik zu behaupten, mit anderen Menschen auskommen zu lernen sowie dem arbeitsamen Minister und der jeweiligen politischen Situation gegenüber stets wachsam zu sein. Intrigen, Klatsch und moralische Unkorrektheiten sind in seiner neuen Umgebung Alltag.
Die Rede, die der Außenminister am Ende des Films hält, zitiert Passagen aus der Rede, die der seinerzeit amtierende französische Außenminister Dominique de Villepin am 14. Februar 2003 (Et c’est un vieux pays) vor dem Sicherheitsrat der Vereinten Nationen gegen eine militärische Intervention im Irak gehalten hat.

## Darsteller

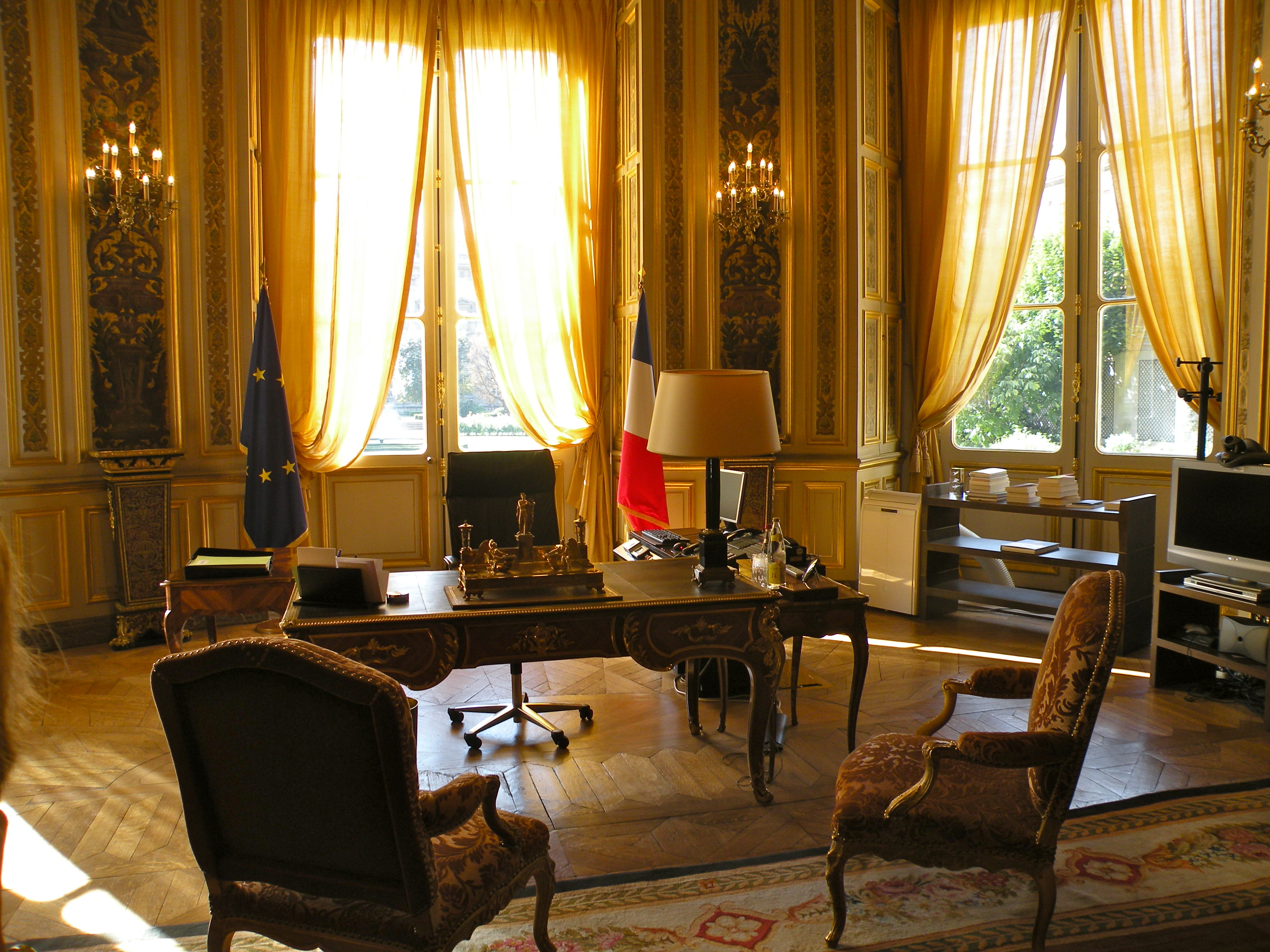
Büro des französischen Außenministers am Quai d’Orsay

- Thierry Lhermitte als der französische Außenminister Alexandre Taillard de Worms
- Raphaël Personnaz als Arthur Vlaminck, ein junger Redenschreiber
- Niels Arestrup als Claude Maupas, der phlegmatische Beamte, der das Ministerium tatsächlich leitet
- Julie Gayet als Valérie Dumontheil, Sonderberaterin für Afrika
- Jane Birkin als Molly Hutchinson, Nobelpreisträgerin für Literatur
- Anaïs Demoustier als Marina, Arthurs Verlobte
- Alix Poisson als Odile, die Sekretärin von Maupas
- Sonia Rolland als Nathalie, Sonderberaterin für Beziehungen zum Parlament
- Marie Bunel als Martine, die Sekretärin des Ministers
- Thomas Chabrol als Sylvain Marquet, Sonderberater für Europa

## Produktion und Veröffentlichung
Das Drehbuch schrieben Antonin Baudry und Christophe Blain, die beiden Autoren des Comics Quai d'Orsay – Chroniques diplomatiques, zusammen mit Regisseur Bertrand Tavernier. Antonin Baudry ist ein französischer Diplomat, der als Drehbuchschreiber und Autor unter dem Pseudonym Abel Lanzac schreibt. Die Handlung des Films wird durch Zitate aus den Fragmenten des griechischen Philosophen Heraklit untergliedert.
Neben dem Außenministerium und dem Flughafen Charles de Gaulle in Paris wurden einige Szenen des Films auch in der Nähe des Reichstags in Berlin, in Dakar im Senegal (als einem fiktiven afrikanischen Land), und im Gebäude der Vereinten Nationen in New York City gedreht.
Der Film wurde auf den Festival am 27. August 2013 auf dem Festival du film francophone d’Angoulême, dem 9. September 2013 auf dem Toronto International Film Festival und am 24. September 2013 in San Sebastián gezeigt, bevor er am 6. November 2013 in die französischen Kinos kam. In Deutschland wurde der Film lediglich 2014 auf der Cologne Conference gezeigt.
Die DVD mit Untertiteln in französischer und englischer Sprache enthält einen Kommentar von Bertrand Tavernier zum Film.

## Preise und Auszeichnungen
Der Film erhielt 5 Filmpreise und wurde für 10 weitere nominiert. Er wurde 2013 auf dem Internationalen Filmfestival von San Sebastian im Wettbewerb um die Goldene Muschel gezeigt. Baudra und Tavernier wurden in San Sebastián mit dem Preis für das beste Drehbuch ausgezeichnet sowie für einen César und den Prix Lumières nominiert. Im Januar 2014, bei der 39. César-Preisverleihung, wurde der Film in drei Kategorien nominiert, wobei Niels Arestrup in der für den besten Nebendarsteller gewann.

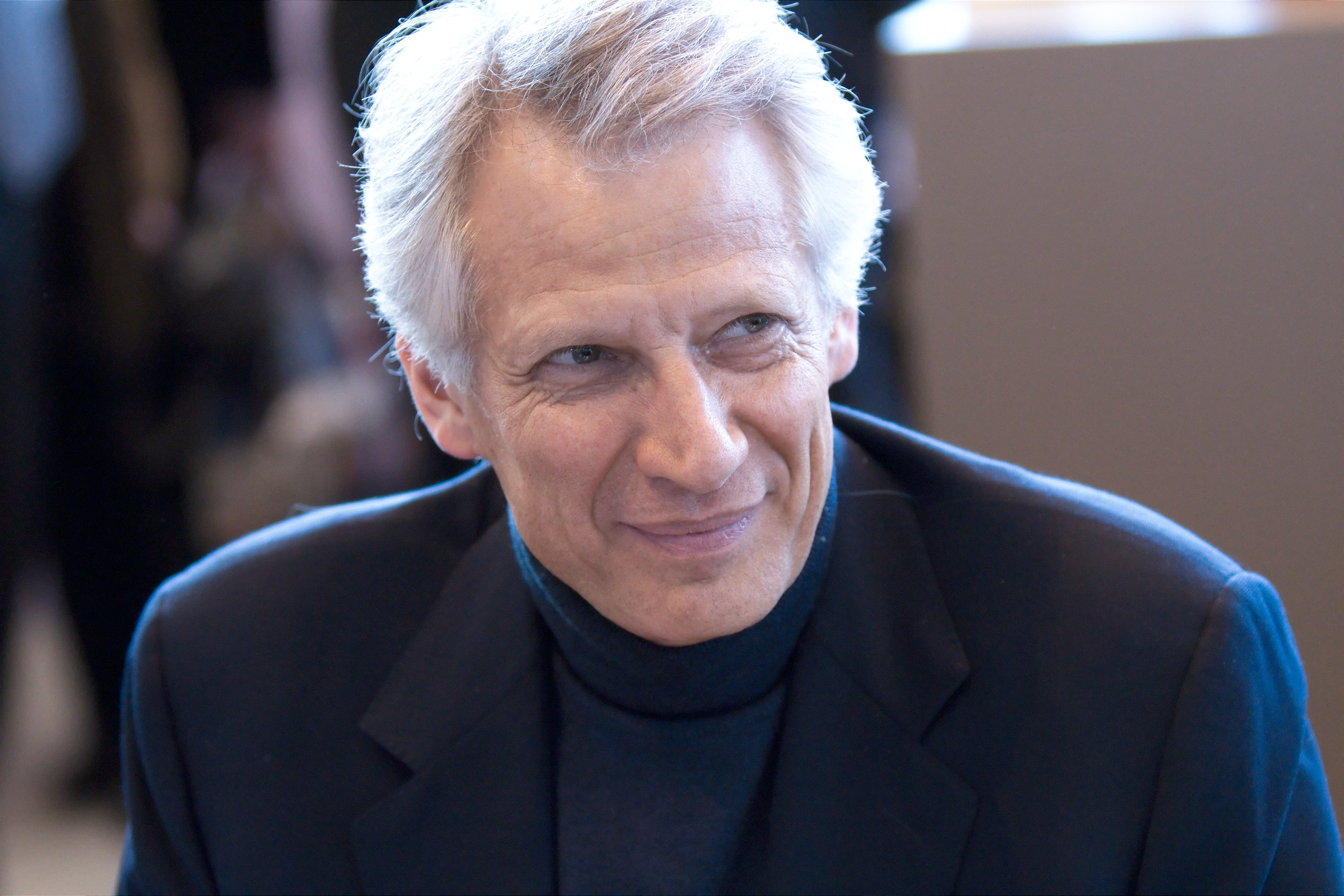
Die Figur des französischen Außenministers Alexandre Taillard de Worms (gespielt von Thierry Lhermitte) des Filmes basiert auf Dominique de Villepin (hier als amtierender Außenminister Frankreichs).